# مارلون بلاكويل
مارلون بلاكويل (بالإنجليزية: Marlon Blackwell)‏ هو مهندس معماري أمريكي، ولد في 7 نوفمبر 1956 في فورستنفلدبروك في ألمانيا.